# Asystasia ansellioides
Asystasia ansellioides är en akantusväxtart som beskrevs av C. B. Cl.. Asystasia ansellioides ingår i släktet Asystasia och familjen akantusväxter. Inga underarter finns listade i Catalogue of Life.